# Rhopalopyx vitripennis
Rhopalopyx vitripennis är en insektsart som först beskrevs av Flor 1861.  Rhopalopyx vitripennis ingår i släktet Rhopalopyx, och familjen dvärgstritar. Arten är reproducerande i Sverige.